# Chiesa di Santa Maria Assunta (San Mauro Forte)
La chiesa di Santa Maria Assunta è la parrocchiale di San Mauro Forte, in provincia di Matera e diocesi di Tricarico; fa parte della zona pastorale della Val Basento.

## Storia
Nel 1553 iniziò la costruzione della nuova chiesa di San Mauro sui resti dell'ex palazzo feudale dei Brancaccio, i vecchi scantinati del quale vennero riadattati a sepolcreti sotterranei; i lavori, fermati dopo poco tempo a causa della mancanza di fondi, vennero poi terminati attorno al 1565.
L'edificio subì dei danni nel 1696 a causa di un terremoto e, per di più, nel 1710 venne rilevata la presenza di lesioni su parte della facciata; nel XVIII secolo la chiesa fu dotata della sagrestia e venne reintitolata a Santa Maria Assunta.
L'evento sismico del 1857 arrecò alla parrocchiale seri danni, il cui intervento di ripristino, iniziato appena nel 1879 e poi conclusosi verso il 1885, comportò la demolizione e la successiva ricostruzione della navata.
Nel biennio 1890-91 si procedette al restauro delle cappelle laterali e nel 1954 vennero installati i nuovi banchi e l'apparato sonoro.
La chiesa venne nuovamente lesionata in occasione del terremoto dell'Irpinia del 1980, tanto da dover essere chiusa al culto durante tutto il periodo di ristrutturazione; fu riaperta nel 1987.
Nel 2000 si provvide ad eseguire l'adeguamento liturgico secondo le norme postconciliari mediante l'aggiunta dell'ambone e dell'altare rivolto verso l'assemblea; successivamente, tra il 2018 e il 2019 la chiesa fu ancora una volta consolidata e restaurata.

## Descrizione

### Esterno
La facciata a salienti della chiesa, rivolta a nordovest, è suddivisa da una cornice marcapiano in due registri, entrambi scanditi da lesene; quello inferiore, più largo, presenta centralmente il portale maggiore e nell'ala laterale sinistra l'ingresso secondario, sormontato da una finestrella trilobata, mentre quello superiore è caratterizzato da una finestra e coronato dal timpano di forma triangolare.
Sul retro della parrocchiale si erge il campanile, la cui cella presenta delle monofore a tutto sesto.

### Interno
L'interno dell'edificio si compone di tre navate, separate da pilastri sorreggenti degli archi a tutto sesto e abbeliti da lesene, sopra le quali corre la cornice modanata e aggettante su cui si impostano le volte a botte, mentre le due navate minori, sulle quali si affacciano le cappelle laterali, sono coperte da cupolette; al termine dell'aula si sviluppa il presbiterio, rialzato di tre gradini, ospitante l'altare maggiore e chiuso dall'abside. 
Qui sono conservate diverse opere di pregio, tra le quali le decorazioni della cappella di San Mauro, eseguite nel 1914 dal massafrese Mascioli.